# 단검 목록
단검의 목록.

## 초기 형태
- 대거
- 아키나케스
- 푸기오
- 시카

## 서양의 단검
중세 초기
- 나이틀리 대거
- 색스

중세 후기
- 볼록 대거, 론델 대거, 이어 대거
- 바젤라드

문예부흥기
- 친퀘디아
- 스틸레토

근현대
- 패링 대거
- 히르슈폔거
- 더크
- 트렌치 나이프
- 보위 나이프

## 동양의 단검
- 발리송
- 비차와
- 하치와라
- 잠비야
- 카이켄
- 칼리스
- 카르드
- 카타라
- 칸자르
- 크리스
- 쿠크리
- 단도
- 비수

## 아프리카의 단검
- 빌라오